# Charlotte Reinmann-Hübner
Charlotte Reinmann-Hübner, auch Charlotte Reinemann-Hübner (* 1884 in Buschmühle; † 1949), war eine deutsche Malerin und Grafikerin.

## Leben und Werk
Charlotte Reinmann-Hübner absolvierte in Berlin ein privates Studium bei Lovis Corinth und studierte auch in Rom. Bis 1914 lebte sie in England und den USA. In der Zeit des Nationalsozialismus war sie Mitglied der Reichskammer der bildenden Künste und der Künstlerkameradschaft Gau Magdeburg-Anhalt e.V.
Ab 1945 lebte sie in Wernigerode. Dort gehörte sie der Wernigeröder Künstlerkolonie an, an deren Ausstellungen sie sich beteiligte. Die von 1946 bis 1950 existierende Künstlerkolonie war lediglich ein Zweckverband zur Sicherung der künstlerischen Existenz unter dem Dach des Kulturbunds zur demokratischen Erneuerung Deutschlands. Die wichtigsten Mitglieder waren Otto Illies, Paul Betyna, Bruno Jüttner, Bert Heller, Hanns Beatus Pürschel (1899–1946), Erich Krüger, Hans Joachim Bober (1908–2011), Helga Schönemann (1922–?), Wilhelm Pramme und Kurt Hermann Rosenberg.
Sie hatte eine Künstlerfreundschaft mit der Malerin Anni Reinecke (1880–1967).
Werke Charlotte Reinmann-Hübners befinden sich im Harzmuseum Wernigerode.

## Ausstellungen (unvollständig)
- 1936 und 1938: Dortmund, Haus der Kunst („Große Westfälische Kunstausstellung“)
- 1943: Magdeburg, Kaiser-Friedrich-Museum("Kunstausstellung des Gaues Magdeburg-Anhalt")
- 1945: Wernigerode (Ausstellung anlässlich der Gründung des Kulturbunds zur demokratischen Erneuerung Deutschlands)
- 1946: Magdeburg, („Ausstellung der bildenden Künstler des Bezirks Magdeburg“)[3]